# Lamprolonchaea badiceps
Lamprolonchaea badiceps är en tvåvingeart som först beskrevs av Mcalpine 1964.  Lamprolonchaea badiceps ingår i släktet Lamprolonchaea och familjen stjärtflugor. Inga underarter finns listade i Catalogue of Life.